# Пюэль, Клод
Клод Пюэль (фр. Claude Puel; род. 2 сентября 1961, Кастр) — французский футболист, полузащитник. После окончания карьеры — тренер.

## Карьера

### Игрок
Всю карьеру выступал за «Монако», с которым дважды становился чемпионом Франции, трижды выигрывал Кубок, единожды брал Суперкубок, а также дошёл до финала Кубка кубков 1991/92.

### Тренер
Закончив играть, в 1996 году Пюэль возглавил дубль «Монако». В январе 1999 года он приступил к работе в качестве главного тренера с основной командой клуба. В следующем же сезоне он привёл команду к чемпионству, однако за этим последовало 11-е место в турнирной таблице следующего чемпионата и проигранный финал Кубка лиги. Летом 2001 года его контракт не был продлён, и после 24 лет пребывания в клубе Клод ушёл из него.
Летом 2002 года он возглавил «Лилль». С новой командой Пюэль смог финишировать по разу вторым (2004/05) и третьим (2005/06) в чемпионской гонке.
В сезоне 2008/09 возглавлял «Олимпик» из Лиона и стал первым тренером, который не смог привести клуб к чемпионству с сезона 2001/02, довольствовавшись лишь третьим местом. Тем не менее в Лиге чемпионов 2009/10 Клод дошёл со своими подопечными до полуфинала, где уступил по сумме двух матчей «Баварии» (4:0).
20 июня 2011 года по окончании сезона 2010/11 руководство клуба отправило Клода Пюэля в отставку.
Сезон 2012/13 начинает главным тренером «Ниццы» и работает с командой четыре сезона. По итогам сезона 2015/16 вывел команду в Лигу Европы. Ему не хватило всего одной победы для завоевания путёвки в Лигу чемпионов. 24 мая 2016 года руководство команды заявило о расставании с Пюэлем.
25 октября 2017 года Пюэль подписал трёхлетний контракт с «Лестер Сити». 24 февраля 2019 года был уволен с занимаемого поста.

## Достижения

### Достижения в качестве игрока

##### «Монако»
- Чемпион Франции (2): 1981/82, 1987/88
- Обладатель Кубка Франции (3): 1979/80, 1984/85, 1990/91
- Обладатель Суперкубка Франции: 1985
- Итого: 6 трофеев

### Достижения в качестве тренера

##### «Монако»
- Чемпион Франции: 1999/2000
- Обладатель Суперкубка Франции: 2000
- Итого: 2 трофея

### Личные
- Тренер года во Франции (2): 2000, 2006

## Тренерская статистика
| Команда      | Страна  | Начало работы   | Окончание работы | Результаты | Результаты | Результаты | Результаты | Результаты |
| Команда      | Страна  | Начало работы   | Окончание работы | И          | В          | Н          | П          | % побед    |
| ------------ | ------- | --------------- | ---------------- | ---------- | ---------- | ---------- | ---------- | ---------- |
| Монако       | Франция | 13 января 1999  | 30 июня 2001     | 91         | 44         | 16         | 31         | 048,35     |
| Лилль        | Франция | 1 июля 2002     | 17 июня 2008     | 298        | 119        | 94         | 85         | 039,93     |
| Олимпик Лион | Франция | 18 июня 2008    | 20 июня 2011     | 154        | 74         | 44         | 36         | 048,05     |
| Ницца        | Франция | 23 мая 2012     | 24 мая 2016      | 167        | 68         | 37         | 62         | 040,72     |
| Саутгемптон  | Англия  | 30 июня 2016    | 14 июня 2017     | 53         | 20         | 13         | 20         | 037,74     |
| Лестер Сити  | Англия  | 25 октября 2017 | 24 февраля 2019  | 70         | 26         | 18         | 26         | 037,14     |
| Сент-Этьен   | Франция | 4 октября 2019  | 5 декабря 2021   | 88         | 26         | 23         | 39         | 029,55     |
| Всего        | Всего   | Всего           | Всего            | 921        | 377        | 245        | 299        | 040,93     |